# Helmut Bez
Helmut Bez (* 28. August 1930 in Sondershausen, Thüringen; † 7. August 2019 in Mecklenburg) war ein deutscher Schriftsteller.

## Leben
Nach dem Abitur 1949 in Erfurt ließ sich Bez 1949 bis 1951 am Thüringischen Landeskonservatorium zum Schauspieler ausbilden. Danach war er als Schauspieler und Regisseur an verschiedenen Bühnen tätig. Seit 1965 arbeitete er freischaffend als Autor für Theater, Radio, Fernsehen und Film. Er war außerdem als Gesellschafter im Henschel Verlag tätig.
Bez schrieb bis zu seinem Tod weiter an Belletristik und Lebenserinnerungen, die bisher unveröffentlicht geblieben sind.

## Werke

### Bühnenwerke
Textbücher für das Heitere Musiktheater der DDR (Operette, Musikalisches Lustspiel, Musical)
- Servus Peter. UA 1961 Karl-Marx-Stadt
- Die schwarze Perle. UA 1962 Erfurt
- Mein Freund Bunbury. UA 1964 Berlin
- Kleinstadtgeschichten. UA 1967 Erfurt
- Froufrou. UA 1969 Erfurt
- Bretter die die Welt bedeuten. UA 1970 Berlin
- Die Wette des Mister Fogg. UA 1972 Leipzig
- Terzett. UA 1974 Leipzig
- Keep smiling. UA 1976 Leipzig
- Casanova. UA 1976 Berlin
- Prinz von Preußen. UA 1978 Erfurt
- Vorsicht Kurven. Fernseh-Musical

Sprechstücke
- Zwiesprache halten. UA 1977 Magdeburg
- Jutta oder Die Kinder von Damutz. UA 1978 Halle
- Dobberkau ist da. UA 1978 Gera
- Warmer Regen. UA 1979 Zwickau
- Die verkehrte Welt (nach Ludwig Tieck). UA 1983 Greifswald
- Nachruf. UA 1985 Brandenburg
- Kleiner Mann was nun (Fallada-Adapt.). UA 1994 Chemnitz
- Das Glas Wasser (Scribe, neue dt. Fassg.). UA 1996 Celle
- Der Tiger. UA 1998 Frankfurt/O.
- Nele und die Leute von Altwreech. UA 1999 Potsdam

### Film und Fernsehen
- 1975: Heiraten/weiblich (TV)
- 1979: Frauengeschichten (TV)
- 1980: Dach überm Kopf
- 1981: Sag doch was du willst (TV)
- 1987: Wengler & Söhne
- 1989: Späte Ankunft (Fernseh-Zweiteiler)
- 1995: Polizeiruf 110: Jutta oder Die Kinder von Damutz (TV-Reihe)
- Dein Wille geschehe. Ein filmischer Traktat (TV-Essay)
- Mein Gott, Martin. Ein Interview mit Katharina von Bora (TV-Essay)

### Radio
Hörspiele
- An diesem Samstag (verboten, nie gesendet). 1965
- Auf Tuchfühlung. 1967
- Das zweite Feuer. 1969
- Französisch fakultativ. 1971
- Die Rückfahrt. 1973
- Zwiesprache halten (Hörspielpreis). 1976
- Jutta oder Die Kinder von Damutz. 1979
- Nachruf (unter dem Titel Spätvorstellung gesendet). 1979
- Dieser lange Vormittag. 1981
- Letzte Nachrichten. 1981
- Verfrühte Ankunft – verspätete Rückkehr. 1982
- In ihrem Sinne. 1982
- Die Befreiung oder Liesgen hör zu. 1983
- Die erste große Fahrt der HOFFNUNG. 1985
- Dobberkau ist da. 1988
- Der 37. Kongreß. 1989
- Große Taten. 1989
- Das Reich von Geist und Seele. 1989
- Juventus bricht den Nimbus des Livorno. 1989
- Gentz oder Alles paletti. 1990
- Als ginge ich mir selbst verloren. 1990
- Nützliche Erhebung. 1993
- Jopp oder Die Wohlgefälligkeit. 1994
- Die Armee Wenck. 1995
- CRASH oder Letzte Ausfahrt Brilon. 1996
- Tod in der Provinz. 1997
- Klischnigg. 1998

Feature
- Kaberts Reisen und der Versuch, ihm dabei zuzusehen
- Bin ich noch in meinem Haus? (Gerhart Hauptmann in Agnetendorf)
- Selzthal oder War ich das wirklich?
- Kathmandu oder Die Erörterung der Vorletzten Dinge

### Buchveröffentlichungen
- Gedichte und Erzählungen (in Anthologien veröffentlicht)
- Helmut Bez, Jürgen Degenhardt, H. P. Hofmann: Musical. Geschichte und Werke, Berlin 1981: VEB Lied der Zeit Musikverlag

Umfangreiches erzählerisches Werk ist unveröffentlicht.